# 톈타이산 세계 여자 바둑 단체 대항전
천태산 세계 여자 바둑 단체 대항전(중국어: 天台山世界女子围棋团体锦标赛)은 중국위기협회가 주관하고, 저장성 타이저우 시 톈타이 현 인민정부가 주최하며 톈타이 현 체육국, 톈타이 현 바둑 협회, 톈타이 농상은행이 협력했다. 천태산배는 대한민국, 중국, 일본, 타이완의 4개국 4개 팀의 팀 대결로 승부를 가린다. 이 대회는 1회는 화정차업배, 2, 3회는 갈현녹차배, 4, 5, 6회는 농상은행배, 7회는 삼연양범배로 후원사와 대회명이 계속 변해왔다.

## 상금
- 우승 팀 30만 위안(약 5,300만원), 준우승 팀 15만 위안, 3위 팀 10만 위안, 4위 팀 5만 위안.

## 대국 규정
- 4개국 선수는 팀당 총3명이다.
- 4개팀 풀리그 방식으로 치러지며, 순위는 팀 승리를 우선으로 하되, 승패가 같은 경우 개인 승수를 따지고, 개인 승수가 같은 경우 제1장의 승수를 따지며, 제1장까지 같으면 2장의 승수를 따진다.
- 제한시간 2시간에 초읽기 60초 5회.

## 대회결과
| 기전명     | 년도 | 회차 | 우승     | 준우승   | 3위  | 4위  |
| ---------- | ---- | ---- | -------- | -------- | ---- | ---- |
| 화정차업배 | 2012 | 1    | 대한민국 | 중국     | 일본 | 대만 |
| 화정차업배 | 2013 | 2    | 대한민국 | 중국     | 일본 | 대만 |
| 갈현녹차배 | 2014 | 3    | 중국     | 대한민국 | 일본 | 대만 |
| 농상은행배 | 2015 | 4    | 중국     | 대한민국 | 일본 | 대만 |
| 농상은행배 | 2016 | 5    | 중국     | 대한민국 | 대만 | 일본 |
| 농상은행배 | 2017 | 6    | 대한민국 | 중국     | 일본 | 대만 |
| 삼연양범배 | 2018 | 7    | 대한민국 | 중국     | 일본 | 대만 |
| 삼연양범배 | 2019 | 8    | 대한민국 | 중국     | 대만 | 일본 |

#### 결과(2012)
(순서는 1-3장 지명 순. 대국은 동일 지명끼리 대결.)
| 순위 | 국가 | 선수명단                                        | 전적   | 승수 |
| ---- | ---- | ----------------------------------------------- | ------ | ---- |
| 1위  | 한국 | 박지은9단 · 조혜연9단 · 김혜민6단               | 3승    | 9승  |
| 2위  | 중국 | 왕천싱5단 · 루이나이웨이9단 · 위즈잉2단         | 2승1패 | 5승  |
| 3위  | 일본 | 셰이민5단 · 아오키 기쿠요8단 · 무카이 치아키5단 | 1승2패 | 4승  |
| 4위  | 대만 | 헤이자자5단 · 당씨윈초단 · 쑤성팡2단            | 3패    | 0승  |

#### 결과(2013)
(순서는 1-3장 지명 순. 대국은 동일 지명끼리 대결.)
| 순위 | 국가 | 선수명단                                      | 전적   | 승수 |
| ---- | ---- | --------------------------------------------- | ------ | ---- |
| 1위  | 한국 | 박지은9단 · 김미리2단 · 김채영초단            | 2승1패 | 6승  |
| 2위  | 중국 | 리허5단 · 탕이2단 · 왕천싱5단                 | 2승1패 | 6승  |
| 3위  | 일본 | 셰이민6단 · 오쿠다 아야3단 · 무카이 치아키5단 | 2승1패 | 5승  |
| 4위  | 대만 | 헤이자자6단 · 쑤성팡2단 · 장정핑2단           | 3패    | 1승  |

한국과 중국은 전적(2승1패), 개인승수(6승) 주장전 성적(2승1패)까지 똑같았지만, 2장 전적에서 김미리가(3승) 탕이(2승1패)에게 앞서며 한국이 우승을 차지했다.

#### 결과(2014)
(순서는 1-3장 지명 순. 대국은 동일 지명끼리 대결.)
| 순위 | 국가 | 선수명단                                      | 전적   | 승수 |
| ---- | ---- | --------------------------------------------- | ------ | ---- |
| 1위  | 중국 | 왕천싱5단 · 위즈잉5단 · 루이나이웨이9단       | 3승    | 8승  |
| 2위  | 한국 | 김혜민7단 · 최정4단 · 오정아2단               | 2승1패 | 6승  |
| 3위  | 일본 | 셰이민6단 · 아오키 기쿠요8단 · 오쿠다 아야3단 | 1승2패 | 2승  |
| 4위  | 대만 | 헤이자자6단 · 장정핑3단 · 장카이신5단         | 3패    | 2승  |

#### 결과(2015)
(순서는 1-3장 지명 순. 대국은 동일 지명끼리 대결.)
| 순위 | 국가 | 선수명단                                       | 전적   | 승수 |
| ---- | ---- | ---------------------------------------------- | ------ | ---- |
| 1위  | 중국 | 위즈잉5단 · 쑹룽후이5단 · 루이나이웨이9단      | 3승    | 8승  |
| 2위  | 한국 | 최정5단 · 김혜민7단 · 박지연4단                | 2승1패 | 7승  |
| 3위  | 일본 | 후지사와 리나2단 · 셰이민6단 · 가네코 마키초단 | 1승2패 | 3승  |
| 4위  | 대만 | 헤이자자6단 · 장카이신5단 · 장정핑3단          | 3패    | 0승  |

#### 결과(2016)
(순서는 1-3장 지명 순. 대국은 동일 지명끼리 대결.)
| 순위 | 국가 | 선수명단                                             | 전적   | 승수 |
| ---- | ---- | ---------------------------------------------------- | ------ | ---- |
| 1위  | 중국 | 위즈잉5단 · 왕천싱5단 · 쑹룽후이5단                  | 3승    | 8승  |
| 2위  | 한국 | 최정6단 · 오유진2단 · 오정아2단                      | 2승1패 | 7승  |
| 3위  | 대만 | 헤이자자6단 · 장정핑3단 · 장카이신5단                | 1승2패 | 2승  |
| 4위  | 일본 | 아오키 기쿠요8단 · 무카이 치아키5단 · 만나미 나오3단 | 3패    | 1승  |

#### 결과(2017)
(순서는 1-3장 지명 순. 대국은 동일 지명끼리 대결.)
| 순위 | 국가 | 선수명단                                    | 전적   | 승수 |
| ---- | ---- | ------------------------------------------- | ------ | ---- |
| 1위  | 한국 | 최정7단 · 오유진5단 · 박지은9단             | 3승    | 8승  |
| 2위  | 중국 | 위즈잉5단 · 루자2단 · 리허5단               | 2승1패 | 6승  |
| 3위  | 일본 | 후지사와 리나3단 · 셰이민6단 · 뉴에이코초단 | 1승2패 | 3승  |
| 4위  | 대만 | 헤이자자7단 · 장카이신5단 · 장정핑3단       | 3패    | 1승  |

#### 결과(2018)
(순서는 1-3장 지명 순. 대국은 동일 지명끼리 대결.)
| 순위 | 국가 | 선수명단                                        | 전적   | 승수 |
| ---- | ---- | ----------------------------------------------- | ------ | ---- |
| 1위  | 한국 | 최정9단 · 오유진5단 · 김채영4단                 | 2승1패 | 7승  |
| 2위  | 중국 | 위즈잉6단 · 루이나이웨이9단 · 리허5단           | 2승1패 | 6승  |
| 3위  | 일본 | 셰이민6단 · 후지사와 리나3단 · 우에노 아사미2단 | 1승2패 | 3승  |
| 4위  | 대만 | 헤이자자7단 · 양쯔쉔2단 · 장카이신5단           | 1승2패 | 2승  |

#### 결과(2019)
(순서는 1-3장 지명 순. 대국은 동일 지명끼리 대결.)
| 순위 | 국가 | 선수명단                                        | 전적   | 승수 |
| ---- | ---- | ----------------------------------------------- | ------ | ---- |
| 1위  | 한국 | 최정9단 · 김채영5단 · 오유진6단                 | 3승    | 9승  |
| 2위  | 중국 | 위즈잉6단 · 루민취안4단 · 왕천싱5단             | 2승1패 | 6승  |
| 3위  | 대만 | 헤이자자7단 · 양쯔쉔2단 · 위리쥔2단             | 1승2패 | 2승  |
| 4위  | 일본 | 후지사와 리나4단 · 우에노 아사미2단 · 셰이민6단 | 3패    | 1승  |